# Šimon Szathmáry
Šimon Szathmáry [satmári] (maďarsky Szathmáry Simon, * 4. října 1995 Jihlava) je česko-maďarský lední hokejista hrající na postu obránce. Jeho dědečkem byl někdejší reprezentační obránce Jan Suchý. Odehrál téměř čtyři stovky zápasů v české první lize, s Chomutovem nastoupil i v extralize. Roku 2023 přesídlil do Maďarska, odkud pochází jeho předkové z otcovy strany. Díky tomu mohl být přijat i do maďarské hokejové reprezentace.

## Život
S hokejem začínal v jihlavské Dukle, za kterou nastupoval i během svých mládežnických let. Během ročníku 2009/2010 navíc hrál rovněž za výběr do šestnácti let v klubu ze svého rodného města. Před sezónou 2011/2012 změnil své působiště a přesunul se na západ Čech, do klubu Pirátů Chomutov. Postupně nastupoval za tamní výběry do osmnácti a dvaceti let.
Během sezóny 2014/2015 se prvně objevil i mezi muži, když v rámci hostování hrál za kadaňský klub. V následujícím ročníku se sice prvně objevil i v dresu mužského týmu chomutovského klubu, nicméně většinu sezóny odehrál znovu na hostování v Kadani. Další ročník (2016/2017) strávil pouze po hostováních, a to jak v Kadani, tak též v Dukle Jihlava. V sezóně 2017/2018 nastupoval za Chomutov, ale jeho výraznou část strávil na hostování v Kadani, kam po konci ročníku přestoupil. Dne 8. února 2018 v chomutovském dresu vstřelil během domácího zápasu s Litvínovem (3:4 po samostatných nájezdech) svou první branku v české nejvyšší soutěži.
V kadaňském mužstvu sice ročník 2018/2019 načal, nicméně v jeho průběhu přestoupil do Horácké Slavie Třebíč, v níž vydržel až do sezóny 2020/2021. Tehdy patřil mezi nejlepší obránce celé soutěže, v níž nastupoval. Na začátku sezóny 2020/2021 třebíčské mužstvo po dvou odehraných soutěžních zápasech opustil a přesunul se do celku z Poruby. V něm strávil i ročník 2021/2022, po kterém však opětovně měnil působiště a stěhoval se do pražské Slavie. Odsud se po roce rozhodl odejít do Maďarska, odkud pochází jeho předkové z otcovy strany. Od roku 2023 nastupuje v maďarsko-rumunské Erdte Lize za tým DVTK Jegesmedvék z Miskolce. O dva roky později (2025) se stal členem kádru maďarské reprezentace.